# Bitwa nad rzeką Teleżyną
Bitwa nad rzeką Teleżyną – starcie zbrojne, które miało miejsce dnia 26 maja 1653 r. w trakcie wojny o tron mołdawski (1653).

## Przebieg
Na wieść o porażce wojsk Diicu Buicescu w bitwie pod Focșani, hospodar wołoski Mateusz Basarab nakazał odwrót. Uchodzące wojska Diicu Buiescu znalazły się wkrótce w straży tylnej wojsk wołoskich. Dnia 26 maja nad rzeką Teleżyną (rum. Teleajen) pod miejscowością Soplea zostały one doścignięte przez straż przednią wojsk kozacko-mołdawskich, którą dowodził Bazyli Lupu. Doszło do potyczki, podczas której wojska wołoskie osłaniały odwrót piechoty. Atak Mołdawian Bazylego Lupu, zmusił w końcu Wołochów do ucieczki. Na pozostających na placu boju Semenów uderzyli wkrótce Kozacy Tymofieja Chmielnickiego zmuszając ich do odwrotu. Obie strony ostrzeliwały się w terenie zalesionym, po czym Semeni wycofali się w gęste zarośla nad rzeką Prahova. Tutaj przeczekali do wieczora a nocą, pod osłoną ciemności przeprawiwszy się przez rzekę, dotarli do obozu pod Fintą.